# Giro precentral
El giro precentral, conocido como circunvolución prerolándica o giro central anterior, es un pliegue del lóbulo frontal del cerebro. Contiene la corteza motora cerebral principal. Se encuentra delante de la cisura de Rolando, de la que sigue la misma dirección.
En esta circunvolución Precentral se localizan: la corteza motora primaria (M1) y la corteza pre-motora.

## Anatomía

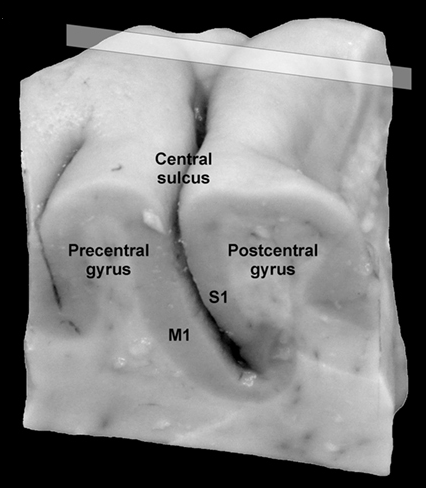
Giro Precentral a la izquierda (Precentral gyrus). Es visible la sustancia gris de la Corteza motora primaria marcada como (M1). Surco central (o de Rolando) en el centro (Central sulcus)

La circunvolución precentral o pre-rolándica es un pliegue transversal ancho y sinuoso de la corteza cerebral. Se dirige desde atrás hacia adelante, de arriba abajo, de adentro a afuera. Está limitado por delante por el surco precentral y por detrás está limitado por el surco central (o de Rolando).

Giro precentral.

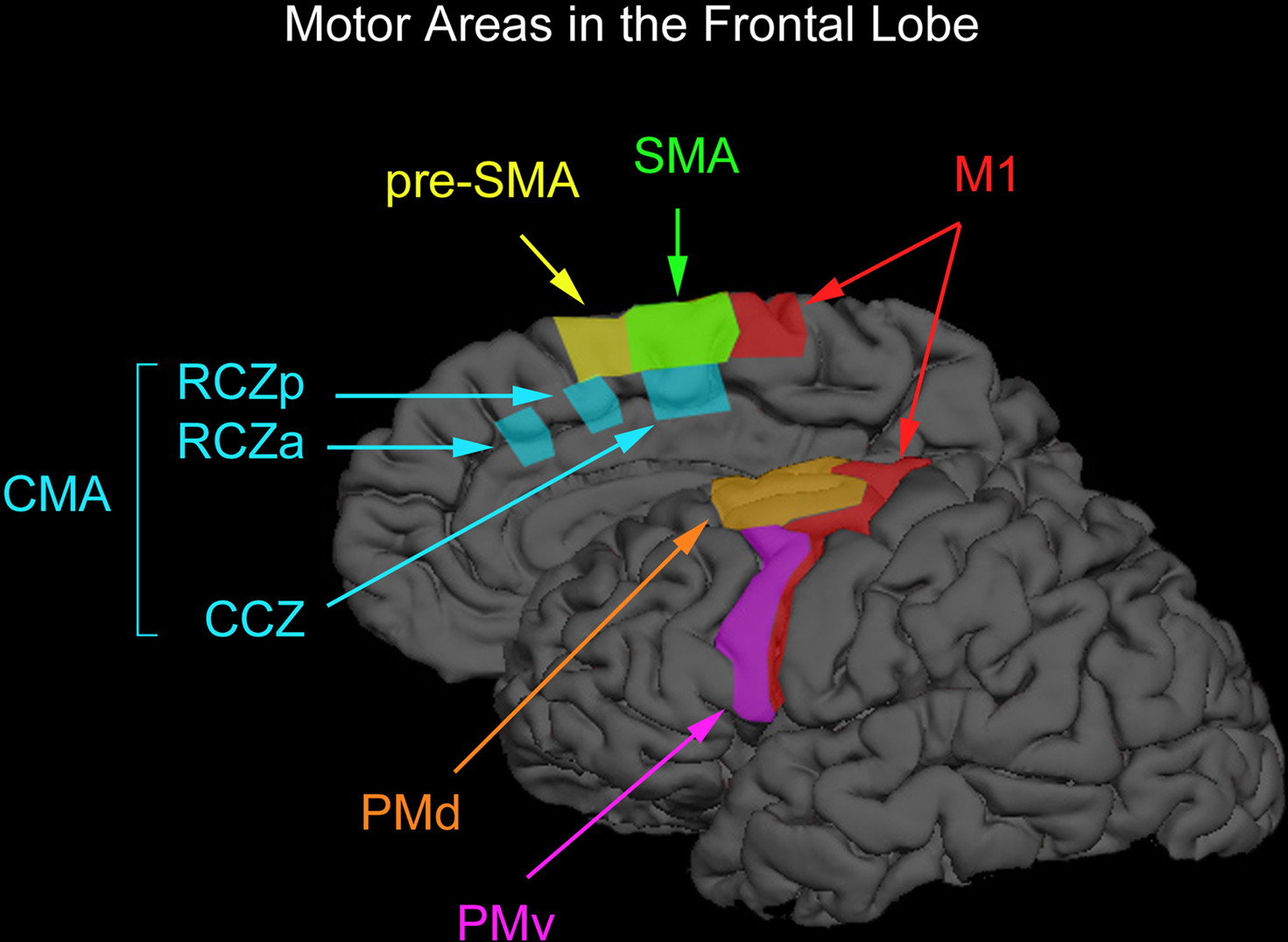
Giro precentral de la corteza motora.
Abajo se muestran los sectores precentrales:
M1= Área motora primaria en rojo.
PMd= área premotora dorsal.
PMv= área premotora ventral.

La irrigación o suministro sanguíneo del giro Precentral, está dada por la arteria cerebral anterior (ACA) para el tercio medial (superior-interno) y por la arteria del surco central (o de Rolando) rama de la arteria cerebral media (MCA en inglés) para los dos tercios laterales (infero-externos).
En el Giro Precentral se localizan:
La Corteza Motora Primaria (M1)
Responsable de la generación de los impulsos neuronales que controlan la ejecución del movimiento.
La Corteza Motora Secundaria
- La corteza pre-motora, (PM) encargada de guiar los movimientos y el control de los músculos. Se ubica en el giro precentral, en las áreas PM ventral y PM dorsal.
- El área motora suplementaria (SMA), encargada de la planificación y coordinación de movimientos complejos, como por ejemplo, aquellos que requieren el uso de ambas manos.

Un movimiento se piensa en el lóbulo frontal del cerebro, pero el movimiento comienza en la corteza motora primaria (M1). Aquí se encuentran las neuronas que descienden hasta el tronco cerebral y la médula espinal para iniciar el movimiento voluntario.